# Nationale Volksarmee

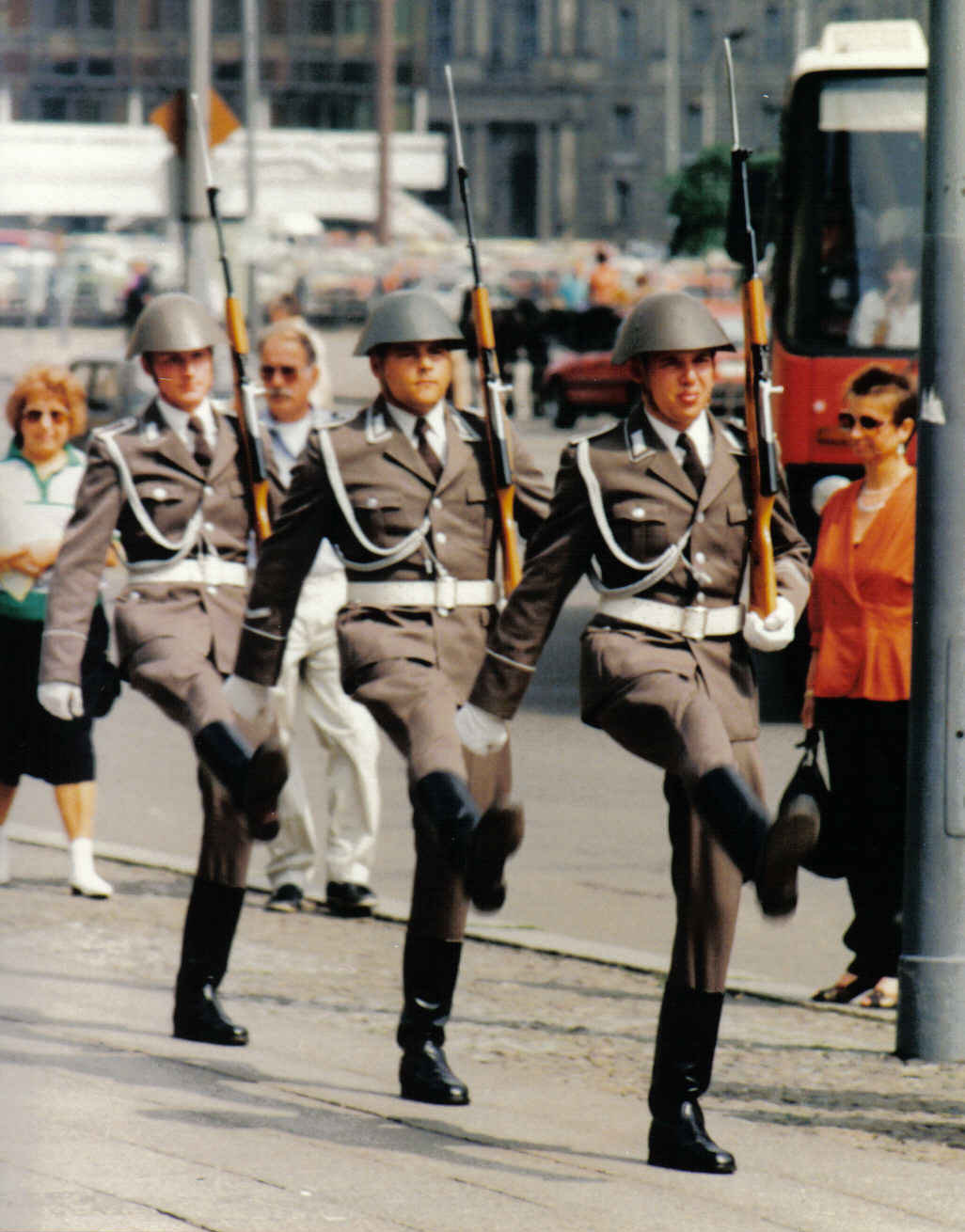
Guardia d'Onore del NVA a Berlino "Unter den Linden"

La Nationale Volksarmee (Armata Popolare Nazionale), abbreviato in NVA, fu l'insieme delle forze armate della Repubblica Democratica Tedesca. Furono fondate il 1º marzo 1956 sulle ceneri della Kasernierte Volkspolizei (Polizia Popolare Accasermata) (KVP) e comprendeva:
- la Landstreitkräfte der NVA ossia l'Esercito, con un organico di 120.000 soldati.
- La Nationale Volksmarine ossia la Marina Popolare Nazionale, con un organico di 16.300 marinai.
- La Luftstreitkräfte und Luftverteidigung ossia le Forze e la Difesa aeree, con un organico di 39.000 avieri.
- Le Grenztruppen der DDR ossia le Truppe di Frontiera, con un organico di 50.000 guardie.

In tempo di pace il responsabile della direzione generale, militare e politica della Nationale Volksarmee era il Ministro della Difesa Nazionale che esercitava il controllo sull'amministrazione, preparazione ed equipaggiamento delle Forze Armate. In caso di conflitto bellico tuttavia la direzione suprema sarebbe passata direttamente al Consiglio Nazionale della Difesa della Repubblica Democratica Tedesca, che era il principale strumento di direzione politica della Germania Est.
La Nationale Volksarmee era considerata il complesso militare più preparato ed efficiente del Patto di Varsavia, a parte le Forze armate sovietiche e, secondo i piani degli alti comandi della coalizione del blocco orientale, avrebbe dovuto svolgere, integrata nel Gruppo di forze sovietiche in Germania, un compito essenziale in caso di guerra convenzionale in Europa contro la NATO.

## Dati generali sulle Forze Armate della DDR
Forze terrestri (tra parentesi quelle mobilitabili in caso di guerra):
- 6 Divisioni (11)
- 1.719 mezzi corazzati Tipo T55 – T72 (2.798)
- 2.792 mezzi blindati Tipo SOW40, BMP 1 (4.999)
- 887 pezzi d'artiglieria (sopra i 100 mm) (1.746)
- 394 mezzi aerei tipo MiG 21, MiG 23, MiG 29, Su 22
- 64 elicotteri da combattimento di vario tipo

In caso di crisi bellica l'esercito poteva mobilitare altre 5 divisioni sotto la direzione del Comando Generale del Fronte Occidentale consistente in due Armate. Un'altra opzione prevedeva che le divisioni del Distretto Militare Nord si aggiungessero alle truppe polacche dell'Armata Costiera.
Divisioni mobilitabili previste e loro assegnazione:
- 20ª Divisione motorizzata (Distretto Militare Nord)
- 19ª Divisione motorizzata (2ª Armata corazzata Sovietica della Guardia)
- 17ª Divisione motorizzata (8ª Armata Sovietica della Guardia)
- 10ª Divisione motorizzata (Distretto Militare Sud)
- 6ª Divisione motorizzata (Riserva del Comando Fronte Occidentale)

## Forze di terra (Landstreitkräfte)

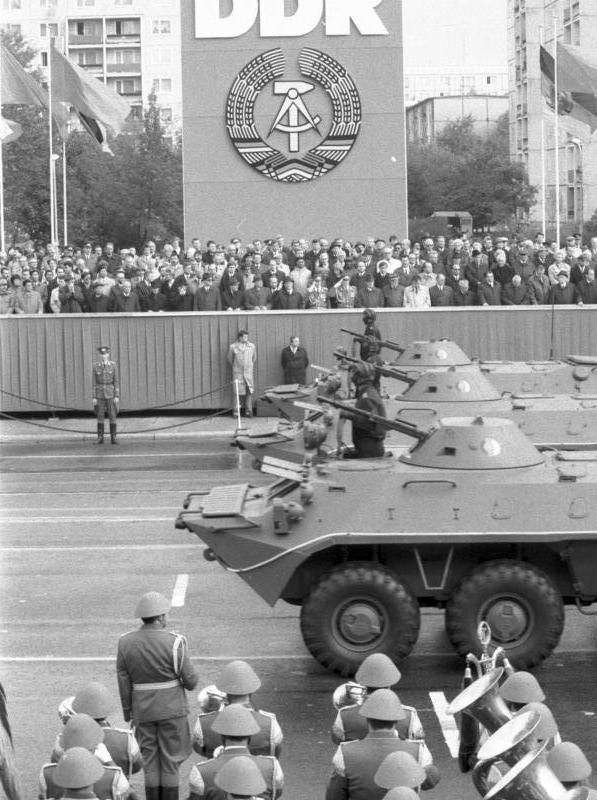
Parata con BTR della NVA a Berlino Est, 1989, Bundesarchiv

Organizzazione delle forze di terra della NVA:
Truppe subordinate direttamente al Comando delle Forze terrestri
Distretto Militare Nord – V (Neubrandenburg)
- 1ª Divisione motorizzata (Potsdam)
- 8ª Divisione motorizzata (Schwerin)
- 9ª Divisione corazzata “Heinz Hoffmann” (Eggesin)

Distretto Militare Sud – III (Lipsia)
- 4ª Divisione motorizzata (Potsdam)
- 11ª Divisione motorizzata (Potsdam)
- 7ª Divisione corazzata (Dresda)

### Capi di stato maggiore delle Forze di terra (a partire dal 01/12/1972)
- Generaloberst Horst Stechbarth (01/12/1972 – 31/12/1989)
- Generalleutnant Horst Skerra (01/01/1990 – 14/09/1990)
- Generalmajor Hans-Christian Reiche (15/09/1990 – 02/10/1990)

## Forze aeree (Luftstreitkräfte)
Organizzazione della Forza aerea e della Forza di difesa aerea (Luftstreitkräfte/Luftverteidigung):
Truppe subordinate direttamente al Comando della Forza aerea e della Forza di difesa aerea
- Stormo Cacciabombardieri 37 (Drewitz)
- Stormo Cacciabombardieri 77 (Laage)
- Stormo da ricognizione 87 (Drewitz)
- Stormo trasporti 44 (Neuhardenberg)
- Stormo elicotteri da trasporto 34 (Brandenburgo)
- 1ª Divisione di difesa aerea (Cottbus)
- 2ª Divisione di difesa aerea (Trollenhagen/Neubrandenburg)
- Comando aerotrasporto militare e del Comando di fronte (Strausberg)

### Capi di stato maggiore della forza aerea
- maggior generale Hans Zorn (01/03/1956 – 30/08/1956)
- maggior generale Heinz Keßler (01/10/1956 – 14/03/1967)
- tenente generale Herbert Scheibe (15/03/1967 – 14/03/1972)
- maggior generale Wolfgang Reinhold (15/03/1972 – 30/11/1989)
- tenente generale Rolf Berger (01/12/1989 – 02/10/1990)

## Forze navali (Volksmarine)
Organizzazione della Marina popolare (situazione del 1985):
- 1ª Flottiglia (Peenemünde)
- 4ª Flottiglia (Rostock-Warnemünde)
- 6ª Flottiglia (Dranske-isola di Rügen)
- 6ª Brigata costiera di confine (Rostock)[2]

Altri reparti:
- 18º Stormo elicotteri della marina MHG-18 (Sparow)
- 28º Stormo aereo della marina (Laage - MFG-28)
- 18º Battaglione genio pionieri della Marina
- 18º Commando nuotatori
- 18º Reggimento MLRS costiero (Schwarzenpfost)
- 18º Reggimento di difesa costiero (Rostock - Già 28º Reggimento motorizzato)
- Deposito rifornimenti della marina, deposito munizioni centrale, compagnia di sicurezza
- Servizio idrografico nazionale (SHD Seehydrographischen Dienst der DDR)

### Capi di stato maggiore della Marina
- contrammiraglio Felix Scheffler (01/03/1956 – 31/12/1956)
- contrammiraglio Waldemar Verner (01/01/1957 – 31/07/1959)
- contrammiraglio Wilhelm Ehm (01/08/1959 – 31/07/1961)
- contrammiraglio Heinz Neukirchen (01/08/1961 – 24/02/1963)
- contrammiraglio Wilhelm Ehm (25/02/1963 – 30/11/1987)
- vice ammiraglio Theodor Hoffmann (01/12/1987 – 17/12/1989)
- vice ammiraglio Hendrik Born (11/12/1989 – 02/10/1990)

## Le forze di polizia

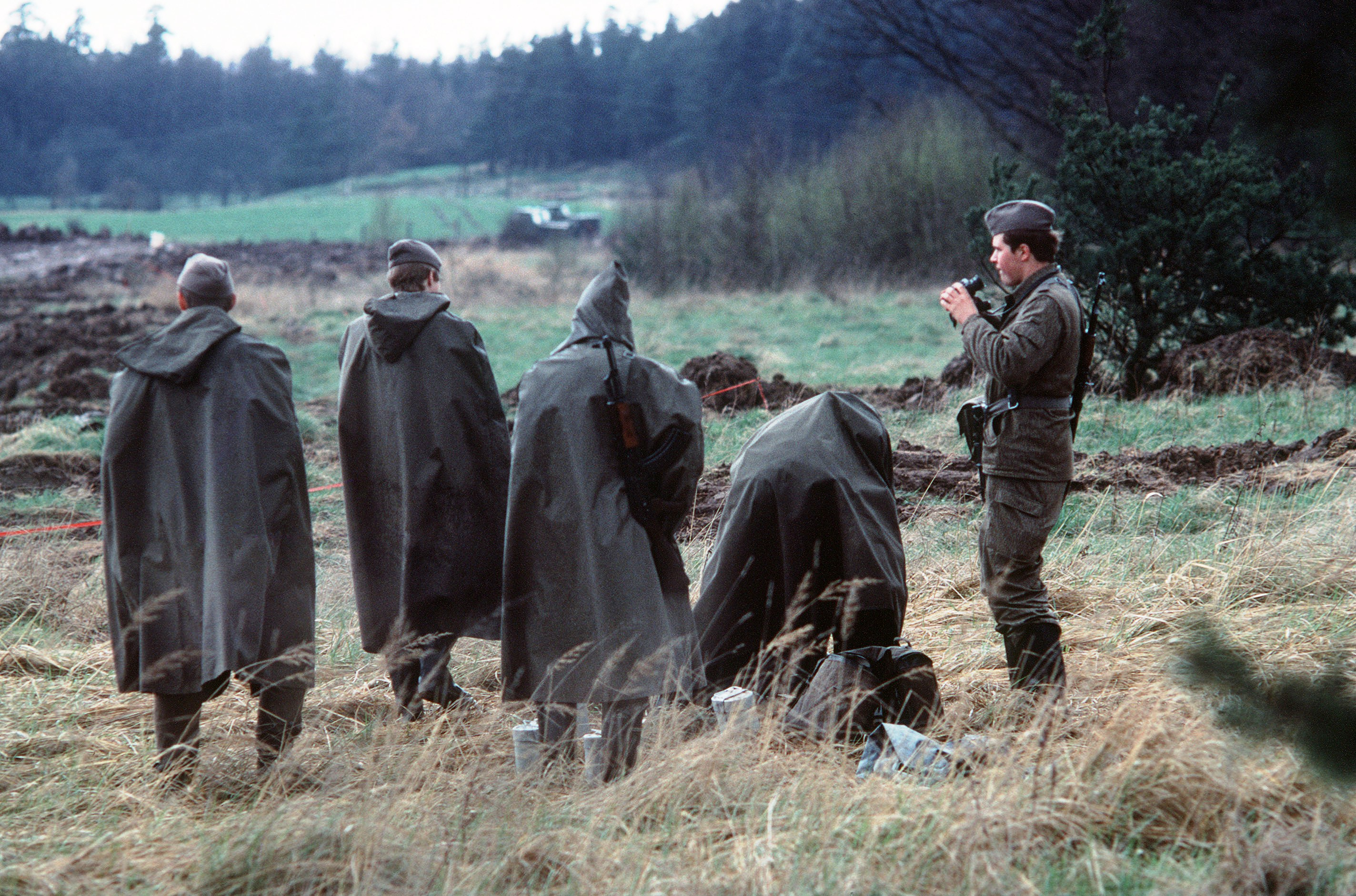
Grenztruppen a guardia del confine tra Germania Est ed Ovest (1979)

Le forze di polizia della RDT erano fondamentalmente costituite dalle Truppe di frontiera della RDT, che avevano doppia natura di forza armata e forza di polizia, e soprattutto dalla Volkspolizei, ossia la forza di polizia nazionale della Germania Est. I suoi appartenenti venivano spesso soprannominati VoPos.
Il Corpo fu fondato subito dopo la fine del secondo conflitto mondiale. I suoi appartenenti ricevevano un addestramento militare. La Polizia Popolare era come una sorta di secondo esercito, ma svolgeva fondamentalmente compiti di polizia civile.

## Presenza nel terzo mondo
I primi impieghi all’estero della NVA risalgono agli anni '60 quando forniva consulenze militari e aiuti umanitari in varie regioni dell’Africa e del Medio Oriente. Sotto il programma socialista chiamato Amicizia fra Popoli, la DDR si impegnava ad assistere i governi dei paesi del cosiddetto terzo mondo e filosovietici nella costruzione di infrastrutture, gestione e logistica militare ed estrazione di materie prime, come nel caso del Mozambico. Altri paesi assistiti includevano tra l’altro Angola, Algeria, Libia, Iraq, Siria, Etiopia, Benin, Nigeria, Tanzania e la Repubblica del Congo. Seppure di presenza corposa, da 100 a 2000 unità per paese, i militari non sono mai stati coinvolti in operazioni militari o belliche nel stretto senso del termine, perlomeno in via ufficiale. Nonostante ciò il settimanale occidentale Der Spiegel suggerì questa ipotesi nel 1980 con il titolo provocatorio „Honeckers Afrika-Korps“.
Fonti dell’epoca citano un totale di circa 30000 truppe coinvolte nel programma di supporto. Nonostante vi siano ampie tracce di una corposa presenza militare della DDR nel mondo, si ritiene ormai che tale cifra sia sovrastimata rispetto agli effettivi reali negli anni '70 e '80.
Lavoravano all’estero anche molti civili tra cui ingegneri e operai impegnati nella costruzione di grandi opere. A causa dell’alta probabilità di fuga in paesi occidentali, questi gruppi spesso erano sorvegliati da personale militare o paramilitare della NVA senza divisa.

## Ex soldati della Wehrmacht nell'NVA
Il seguente elenco comprende i nomi di generali e ammiragli NVA che si aggiudicarono la Croce Tedesca nella Wehrmacht durante la seconda guerra mondiale con la data di premiazione nonché con grado posseduto al tempo elencato dopo il nome.
- maggior generale Rudolf Bamler (12 marzo 1942 Oberst)
- maggior generale Bernhard Bechler (28 gennaio 1943 Major)
- maggior generale Dr. rer. pol. Otto Korfes (11 gennaio 1942 Oberst)
- maggior generale Arno von Lenski (21 gennaio 1943 Generalmajor)
- tenente generale Vincenz Müller (26 gennaio 1942 Oberst i.G.)
- maggior generale Hans Wulz (25 gennaio 1943 Generalmajor)

Il seguente elenco comprende i nomi di generali e ammiragli NVA che furono premiati con la Croce di Cavaliere della Croce di ferro nella Wehrmacht durante la seconda guerra mondiale con la data di premiazione nonché con grado posseduto al tempo elencato dopo il nome.
- maggior generale Wilhelm Adam (17 dicembre 1942 Oberst)
- maggior generale Dr. rer. pol. Otto Korfes (22 gennaio 1943 Generalmajor)
- tenente generale Vincenz Müller (7 aprile 1944 Generalleutnant)

## Dissoluzione e integrazione nella Bundeswehr
A seguito di una consultazione tra i segretari di stato del Ministro della Difesa nazionale, nel maggio del 1990 fu redatto un documento contenente specifiche ben precise riguardante i compiti e ruoli della NVA nel processo di unificazione della Germania. L’esercito si impegnava, dal luglio dello stesso anno, a garantire la sicurezza dei cittadini tedeschi e del territorio nel periodo di transizione, intervenendo in maniera pacifica durante eventuali periodi di tensione. Inoltre, militari avevano il compito di assistere il gruppo di forze sovietiche in Germania durante lo smantellamento. La partecipazione ad eventuali operazioni di peacekeeping ONU divenne obbligatoria, attività fino a quel momento evitata sebbene la Repubblica Democratica Tedesca fosse un membro delle Nazioni Unite. La sfida forse più grande era la convivenza per oltre quattro anni sul suolo tedesco di truppe NATO e del Patto di Varsavia, poi successivamente alla sua disgregazione, della federazione Russa. Nonostante le iniziali preoccupazioni il processo si concluse in maniera impeccabile e le varie parti collaborarono senza intoppi.
L’integrazione del personale NVA nella Bundeswehr era problematica, reduci di due dottrine militari completamente opposte i soldati faticavano a convivere. Descritto come esercito del partito socialista, gli ex-membri erano spesso vittime di nonnismo e insulti. Anche le due scuole di strategia erano difficilmente integrabili. Le truppe effettive che avevano effettuato il passaggio erano poco più 11.000, un 10% scarso della NVA. Quasi tutti lasciarono la Bundeswehr poco tempo dopo.
Moltissimi ex-membri furono portati in tribunale e processati secondo leggi non in vigore al tempo del loro servizio, quando ottemperavano alle leggi della DDR.
Nella repubblica federale, gli ex-NVA congedati non possono esibire il loro grado di servizio, e sui documenti ufficiali vengono classificati come “appartenenti a forze armate straniere”. Dal 1º marzo 2005 la voce diventa più neutrale: “servizio svolto fuori dalla Bundeswehr”. Sebbene non vengano infrante leggi, manifestazioni pubbliche in memoria della NVA oggigiorno non sono ben viste e percepite dall'opinione pubblica.

## Utilizzazione del materiale dell'ex NVA dopo il 1991

L'emblema delle Forze Armate della RDT - utilizzato per i veicoli dell'esercito

L'NVA fu, in relazione all'equipaggiamento ed addestramento, uno dei più forti eserciti del Patto di Varsavia. Fu dotato di un gran numero di moderni sistemi d'arma, perlopiù di origine sovietica, di cui una parte fu restituita all'Unione Sovietica nel 1990.
I restanti equipaggiamenti e materiali furono molto sostanziosi. Grandi quantità di pezzi di ricambio, forniture mediche, equipaggiamenti per la guerra atomica, biologica e chimica, dispositivi d'addestramento e simulatori, ecc. dovevano essere smaltiti.
Una delle prime misure prese dopo la riunificazione fu la rilevazione e la protezione di armi e dispositivi degli ex membri dell'NVA. L'operazione federale Material Depot Service Gesellschaft (MDSG) fu incaricato di prendere in custodia questo materiale e conservarlo. La MDSG utilizzò 1.820 persone che furono principalmente prese dalla Bundeswehr. La MDSG fu privatizzata nel 1994. Parte del materiale di difesa che fu preso venne consegnato gratuitamente ai beneficiari dei nuovi stati federati o ad altri dipartimenti, a musei, o alle nazioni amiche nel contesto delle forniture d'aiuto al terzo Mondo, o fu distrutto.
L'eredità della DDR contava:
- 767 aerei (elicotteri, aeromobili ad ala fissa), 24 dei quali erano MiG-29
- 208 navi
- 2.761 carri armati
- 133.900 veicoli a motore
- 2.199 pezzi d'artiglieria
- 1.376.650 armi da fuoco
- 303.690 tonnellate di munizioni
- 14.335 tonnellate di carburanti e materiali per la pulizia

Anche altri Stati cercarono di usufruire della svendita di materiale bellico cercando di acquistare mezzi relativamente nuovi e ben tenuti a prezzi modesti tra cui:
- Finlandia: 97 carri armati T-72, 140 BMP-1
- Indonesia: 39 navi per 20 milioni di marchi
- Ungheria: 37 Elicotteri Mi-24, 20 motori a getto per velivoli MiG-21
- Grecia: 650 tra BMP-1, RM-70, SA-8b, ZSU-23 per 547.000.000 marchi
- Turchia: 300 BTR-60, 5.000 RPG-7 e 300.000 AK-47

Molti paesi della NATO avevano richiesto mezzi bellici a fini di valutazione, tra cui gli Stati Uniti con decine di aerei e un particolare interesse per i MiG-29, razzi, missili di ogni genere inclusa una corvetta lanciamissili di classe Tarantul. Spiccano tra i clienti anche l’Italia con l’acquisto di carri armati T-72 e la Gran Bretagna che procurò equipaggiamenti per la Guerra elettronica. Numerosi paesi del terzo mondo ricevettero del materiale sotto forma di donazione. In totale l’operazione portò nelle casse dello Stato tedesco 1,2 miliardi di marchi.

## Equipaggiamento

### Divise

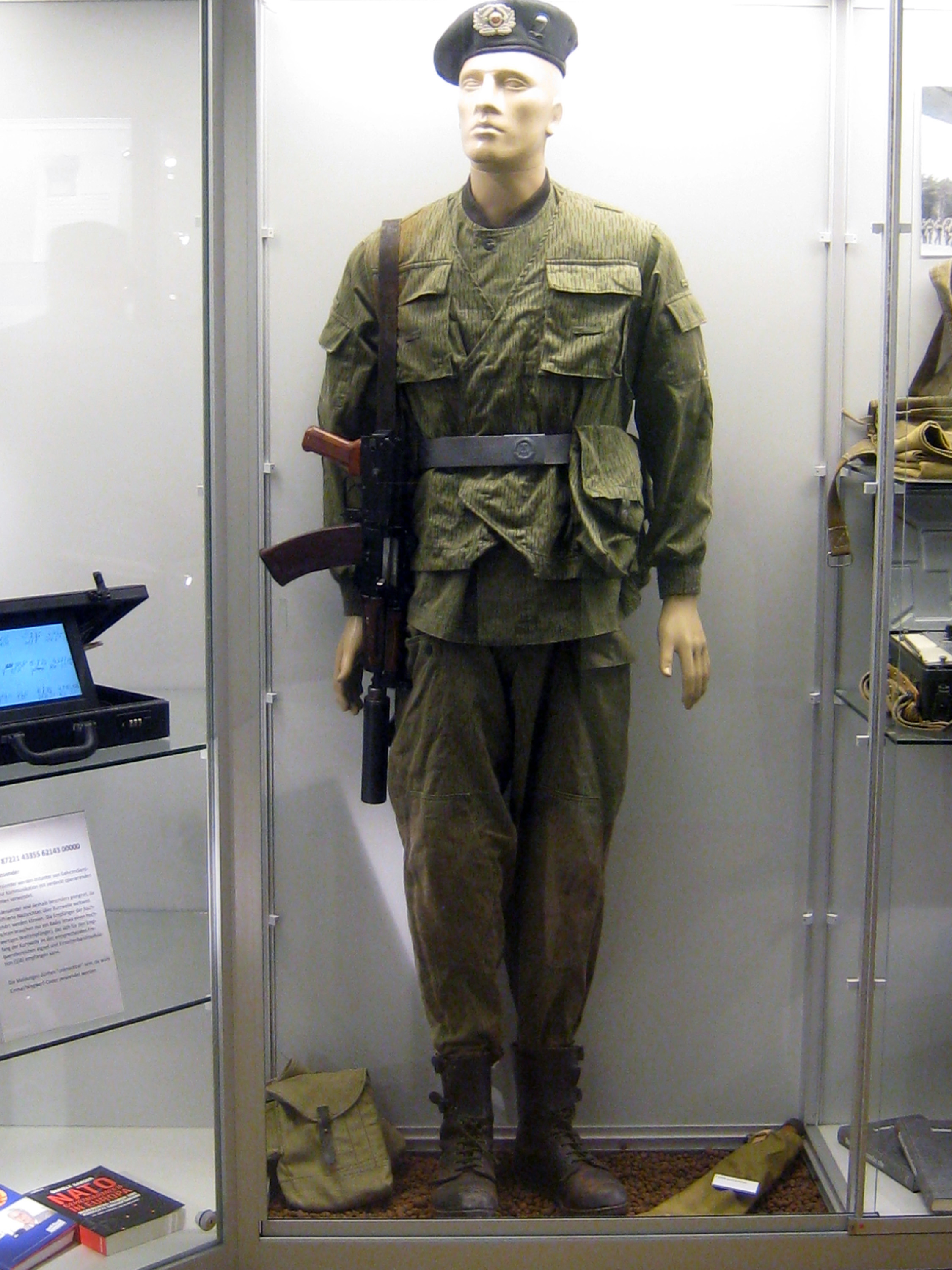
Un paracadutista con divisa mimetica e AK-74U

I primi reparti della KVP, polizia accasermata, vestivano la medesima uniforme dei colleghi civili. Soltanto nel 1952 vennero introdotte uniformi vere e proprie, di color cachi monocolore, molto simili a quelle in uso all’unione sovietica. In cerca di una identità propria furono condotti numerosi studi con il tentativo di distinguere i propri militari quanto più possibile dal Bundeswehr, che adottava un vestiario molto simile a quello statunitense e definito da Willi Stoph übergehängtes kapitalistisches Kostüm, un costume capitalista con enfasi negativa.
Le nuove uniformi non hanno fatto altro che incrementare le perplessità poiché erano molto simili a quelle della Wehrmacht, suscitando numerosi dibattiti e osservazioni ironiche nell’ovest.
Come mimetica, dopo una serie di sperimentazioni negli anni Cinquanta, venne adottato lo Strichtarn nel 1965. Il motivo sebbene molto semplice divenne subito una caratteristica distintiva della NVA. Consisteva in tessuto monocolore con sovraimpresse linee verticali larghe pochi millimetri, per motivi di complessità il verso era sempre lo stesso su tutti gli indumenti, permettendo così a tutti gli stabilimenti nazionali di fabbricare divise a basso costo. Lo Strichtarn rimase in dotazione fino al 1990 ed utilizzato da tutte le forze armate della DDR.

### Armi individuali
In ottemperanza al COMECON, alla DDR non spettava la produzione di armi e pertanto quasi tutto il materiale utilizzato proveniva dall’Unione Sovietica. La dotazione individuale delle truppe era quella standard del blocco socialista, pistola Tokarev TT-33 e fucili d’assalto AKM/AK-74 inclusi tutti i derivati. L’equipaggiamento era il medesimo per tutte le forze armate della NVA. Nella categoria di armi da reparto appartenevano le mitragliatrici RPD e il lanciarazzi RPG-7.

## Gradi delle forze terrestri dell'NVA, Forze aeree e Truppe di confine
| Ufficiali generali delle forze terrestri dell'NVA, Aeronautica e Truppe di confine | Ufficiali generali delle forze terrestri dell'NVA, Aeronautica e Truppe di confine | Ufficiali generali delle forze terrestri dell'NVA, Aeronautica e Truppe di confine | Ufficiali generali delle forze terrestri dell'NVA, Aeronautica e Truppe di confine | Ufficiali generali delle forze terrestri dell'NVA, Aeronautica e Truppe di confine |
| Marschall der DDR (maresciallo della RDT)                                          | Armeegeneral (generale d'armata)                                                   | Generaloberst (colonnello generale) Esercito                                       | Generalleutnant (tenente generale) Aeronautica                                     | Generalmajor (maggior generale) Truppe di confine                                  |
| ---------------------------------------------------------------------------------- | ---------------------------------------------------------------------------------- | ---------------------------------------------------------------------------------- | ---------------------------------------------------------------------------------- | ---------------------------------------------------------------------------------- |
|                                                                                    |                                                                                    |                                                                                    |                                                                                    |                                                                                    |

| Ufficiali delle Forze terrestri dell'NVA, Aeronautica e Truppe di confine | Ufficiali delle Forze terrestri dell'NVA, Aeronautica e Truppe di confine | Ufficiali delle Forze terrestri dell'NVA, Aeronautica e Truppe di confine | Ufficiali delle Forze terrestri dell'NVA, Aeronautica e Truppe di confine | Ufficiali delle Forze terrestri dell'NVA, Aeronautica e Truppe di confine | Ufficiali delle Forze terrestri dell'NVA, Aeronautica e Truppe di confine | Ufficiali delle Forze terrestri dell'NVA, Aeronautica e Truppe di confine |
| Oberst (colonnello)                                                       | Oberstleutnant (tenente colonnello)                                       | Major (maggiore)                                                          | Hauptmann (capitano)                                                      | Oberleutnant (primo tenente)                                              | Leutnant (tenente)                                                        | Unterleutnant (sottotenente)                                              |
| ------------------------------------------------------------------------- | ------------------------------------------------------------------------- | ------------------------------------------------------------------------- | ------------------------------------------------------------------------- | ------------------------------------------------------------------------- | ------------------------------------------------------------------------- | ------------------------------------------------------------------------- |
|                                                                           |                                                                           |                                                                           |                                                                           |                                                                           |                                                                           |                                                                           |

| Marescialli delle Forze terrestri dell'NVA | Marescialli delle Forze terrestri dell'NVA | Marescialli delle Forze terrestri dell'NVA | Marescialli delle Truppe di confine dell'NVA |
| Stabsoberfähnrich (alfiere maggiore)       | Stabsfähnrich (alfiere capo)               | Oberfähnrich (1º alfiere)                  | Fähnrich (alfiere)                           |
| ------------------------------------------ | ------------------------------------------ | ------------------------------------------ | -------------------------------------------- |
|                                            |                                            |                                            |                                              |

| Sottufficiali delle Forze terrestri dell'NVA                  | Sottufficiali delle Forze terrestri dell'NVA | Sottufficiali delle Forze terrestri dell'NVA | Sottufficiali delle Truppe di confine | Sottufficiali delle Truppe di confine |
| Stabsfeldwebel (sergente maggiore/sergente maggiore di staff) | Oberfeldwebel (sergente maggiore)            | Feldwebel (sergente 1 classe/sergente)       | Unterfeldwebel (sottosergente)        | Unteroffizier (sottufficiale)         |
| ------------------------------------------------------------- | -------------------------------------------- | -------------------------------------------- | ------------------------------------- | ------------------------------------- |
|                                                               |                                              |                                              |                                       |                                       |